# Рождественский, Николай Фёдорович (священник)
Николай Фёдорович Рождественский (1863, Баскаки, Владимирская губерния — 1920) — священнослужитель Русской православной церкви, протоиерей, участник обороны Порт-Артура, помощник главного священника армии и флота Колчака, георгиевский кавалер.
Сын священника Фёдора Ивановича Рождественского.

## Биография
Николай Фёдорович Рождественский родился в 1863 году в селе Баскаки (ныне — в Суздальском районе Владимирской области).
- Окончил духовное училище в г. Владимире.
- Окончил семинарию в г. Владимире.
- 1884 — Направлен в церковно-приходскую школу Суздальского уезда учителем.
- 1885 — Настоятель церкви в с. Санино.
- 1897 — Добровольно отправился на Алтай, заняв место преподавателя училища для миссионеров в г. Бийске.
- 1902 — По собственному желанию переведён в Иркутскую епархию.
- 1904 — С началом русско-японской войны подал прошение о направлении в действующую армию. Назначен священником 6-го и 7-го подвижных госпиталей, базировавшихся на санитарном судне 1-й Тихоокеанской эскадры «Монголия» в крепости Порт-Артур.
- 28 июля 1904 года — На борту «Монголии» участвовал в бою с японской эскадрой в Жёлтом море.
- По возвращении «Монголии» в порт получил назначение полковым священником на сухопутный фронт.
- 1907 — Старший священник 3-й Сибирской пехотной резервной бригады.
- 1910 — Старший священник 43-го Сибирского стрелкового полка и 11-й Сибирской стрелковой дивизии.
- 1914 — Полковой священник 164-го пехотного Закатальского полка.
- 1917 — Примкнул к Белой гвардии.
- 1918 — Главный священник 2-й армии Восточного фронта.
- Помощник главного священника армии и флота Колчака, одновременно — главный редактор журнала военного духовенства «За Русь Святую»[1].
- 1920 — Во время отступления белых тяжело заболел и скончался. Место погребения неизвестно.

## Награды
- ордена св. Анны III и II степеней с мечами;
- орден св. Владимира IV степени с бантом (1907);
- золотой нагрудный крест на Георгиевской ленте (март 1915)[1].